# Flareon
Flareon is een fictief wezen uit de Pokémon-spelwereld. De Japanse naam voor Flareon is ブースター (Booster). Het is een vuur-type Pokémon en het is de evolutie van Eevee als de trainer een Fire Stone gebruikt. Zonder het gebruik van stenen, vriendschap of liefde evolueert Eevee willekeurig en kan het ook Flareon worden. Flareon is 0,9 meter hoog en weegt 25,0 kilogram.